# Idensalmi landskommun

Kommunvapen

Idensalmi landskommun (finska: Iisalmen maalaiskunta) var en kommun  i landskapet Norra Savolax i Östra Finlands län.
Ytan (landsareal) hade 2780,6 km² och 22.043 människor med ett befolkningstäthet av 7,9 km² (1908-12-31).
Idensalmi landskommun var enspråkigt finskt och blev del av Idensalmi 1 januari 1970.